# Aurelio Galfetti
Aurelio Galfetti (Biasca, 2 april 1936 – Bellizona, 5 december 2021) was een Zwitsers architect. Samen met Mario Botta, Luigi Snozzi en Livio Vacchini maakt hij deel uit van de 'Tessiner School'. 

## Levensloop
Van 1954 tot 1960 volgde hij een opleiding bouwkunde aan de technische hogeschool ETH Zürich. In het jaar van zijn afstuderen startte hij zijn eigen architectenbureau in Lugano. Van 1962 tot 1970 werkte hij samen met Flora Ruchat en Ivo Trümpy; van 1970 tot 1978 met Livio Vacchini, Luigi Snozzi, Rino Tami en Mario Botta. In 1984 was hij gastdocent aan de Technische Universiteit van Lausanne; in 1987 aan de UP8 in Parijs. In 1996 richtte hij, samen met Mario Botta, de Accademia di Architettura op in Mendrisio. Van 1996 tot 2001 was hij er directeur.
Aurelio Galfetti heeft voor tal van gebouwen in Zwitserland, maar ook in Frankrijk en Italië het ontwerp gemaakt. Tot zijn belangrijkste werken horen de gezinswoning Rotalinti in Bellinzona (1960-61), het openluchtzwembad in Bellinzona (1967-70), het centrale postkantoor van Bellinzona (1977-85), de restauratie van het kasteel Castelgrande in Bellinzona (1981-91), het kantoorgebouw Ulysses in Lausanne (1991-94) en de kantoortoren NET Center in Padua (2006). In Nederland ontwierp Galfetti in de jaren negentig het gebouw La Résidence aan het Plein 1992 in de wijk Céramique in Maastricht.
Zijn neef Manuel Valls was van 2014 tot 2016 premier van Frankrijk. 
Galfetti overleed op 85-jarige leeftijd.

## Ontwerpen van Aurelio Galfetti

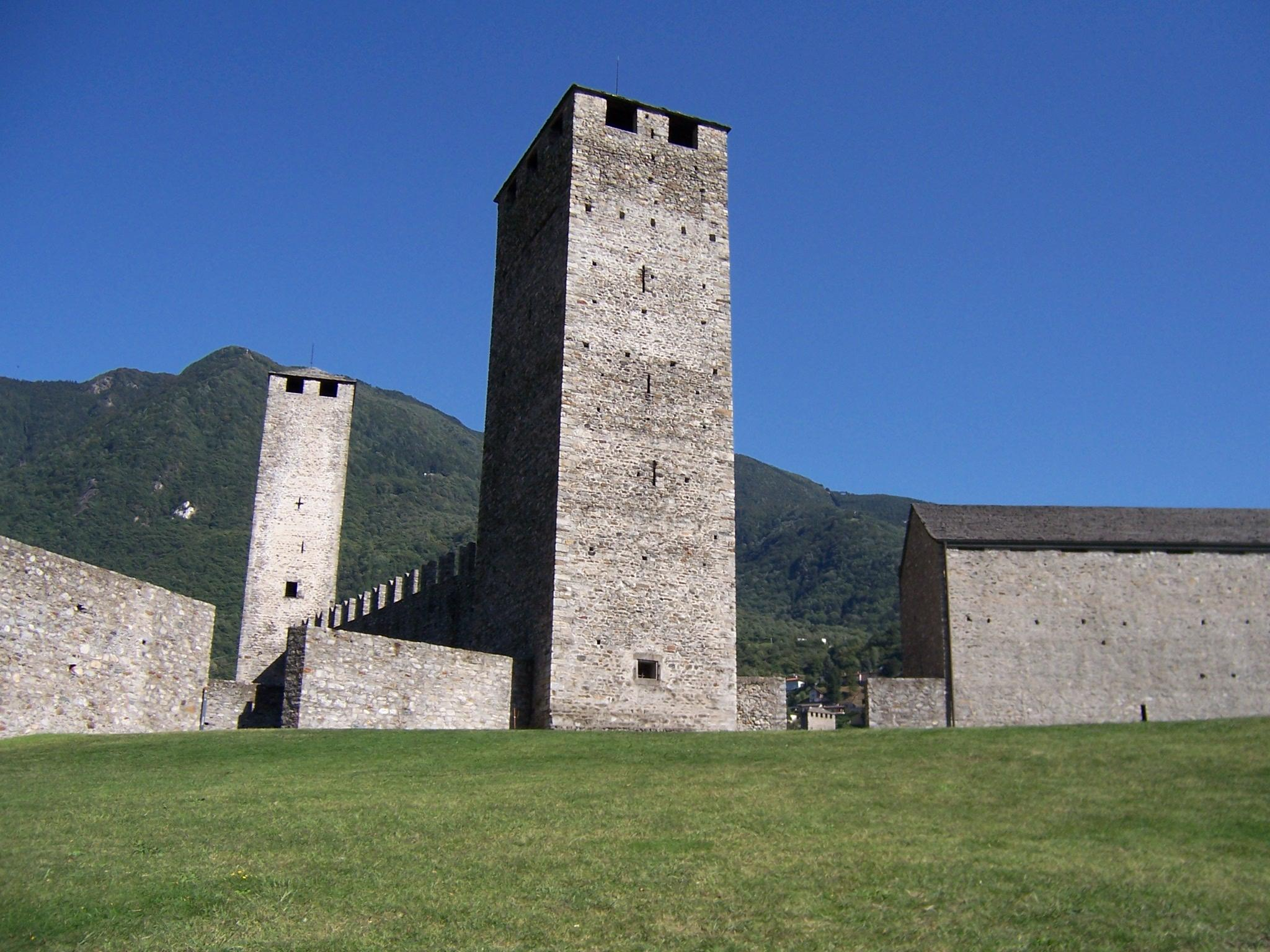
Castelgrande, Bellinzona (1983-89)
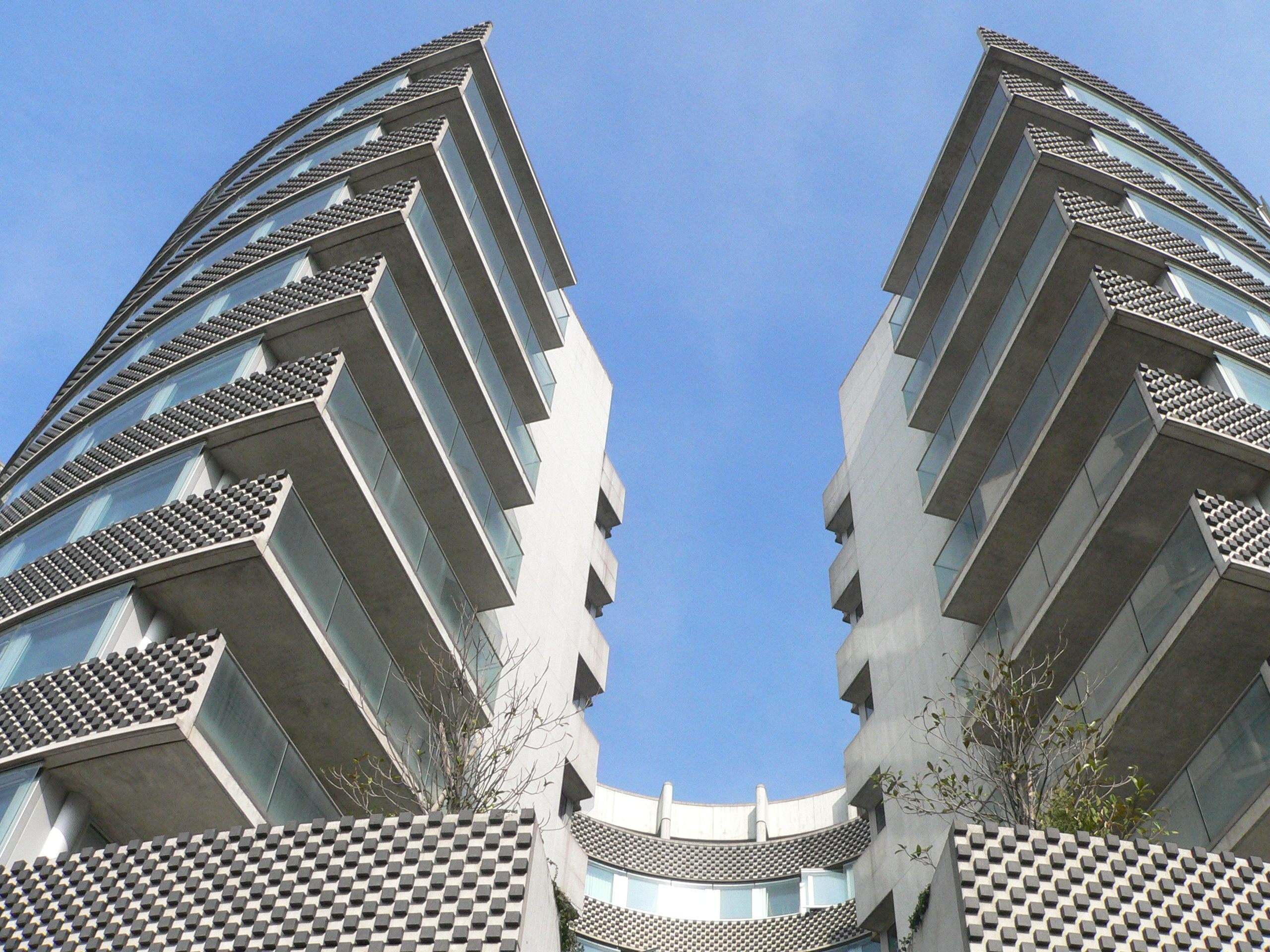
Ulysses-gebouw, Lausanne (1991-94)
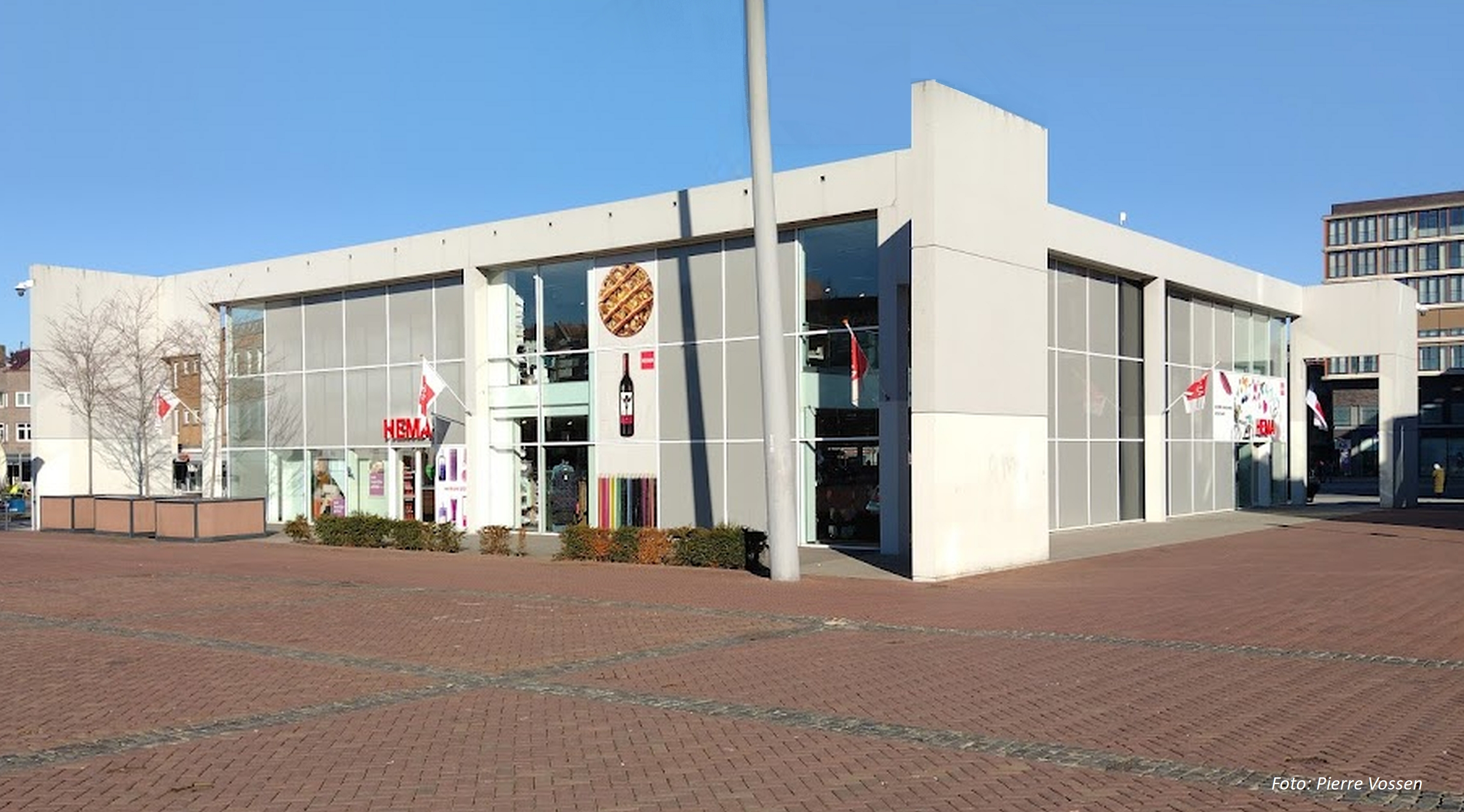
Galfetti-gebouw Geleen (1995)
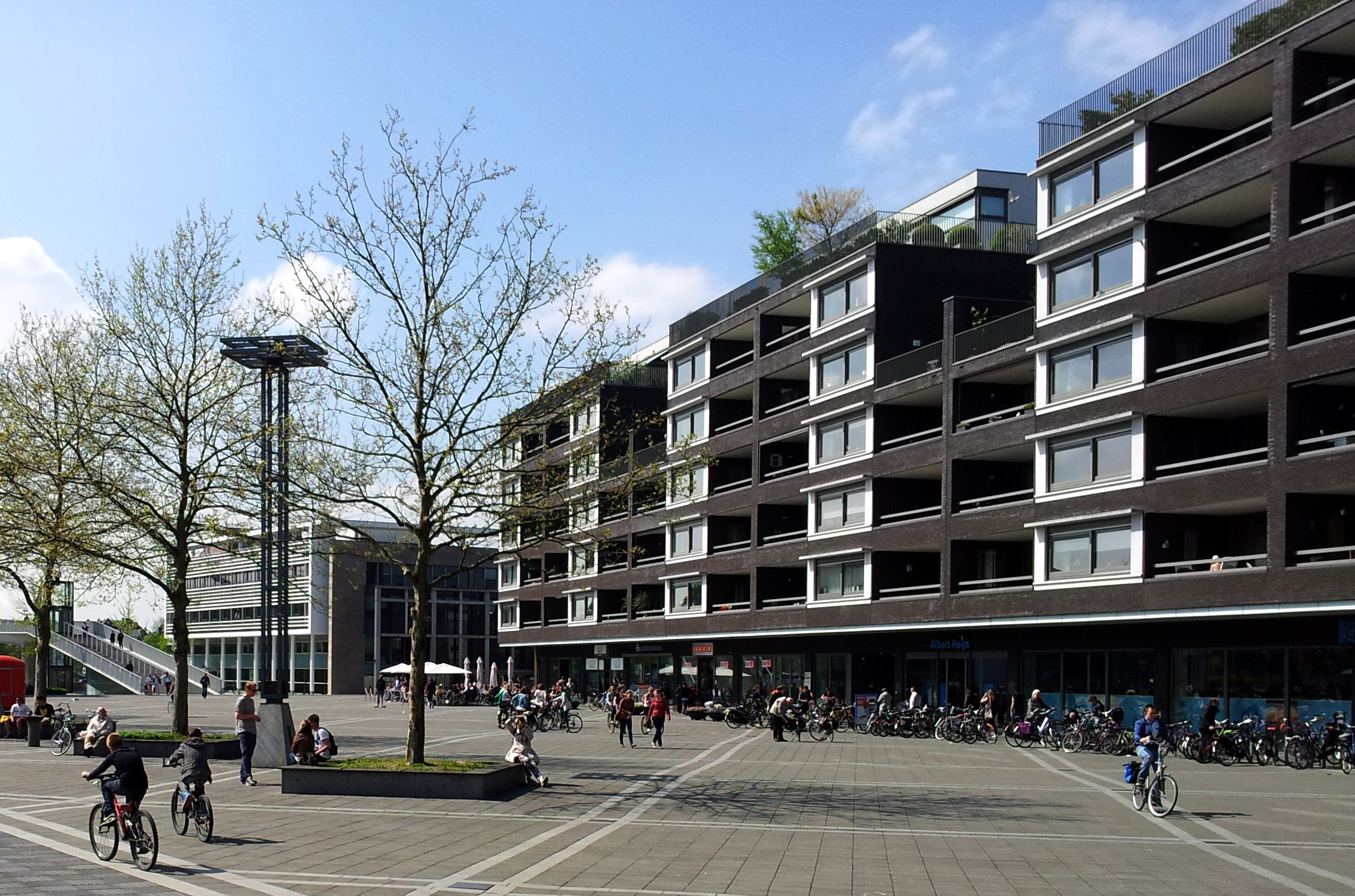
La Résidence, Maastricht (1991-99)
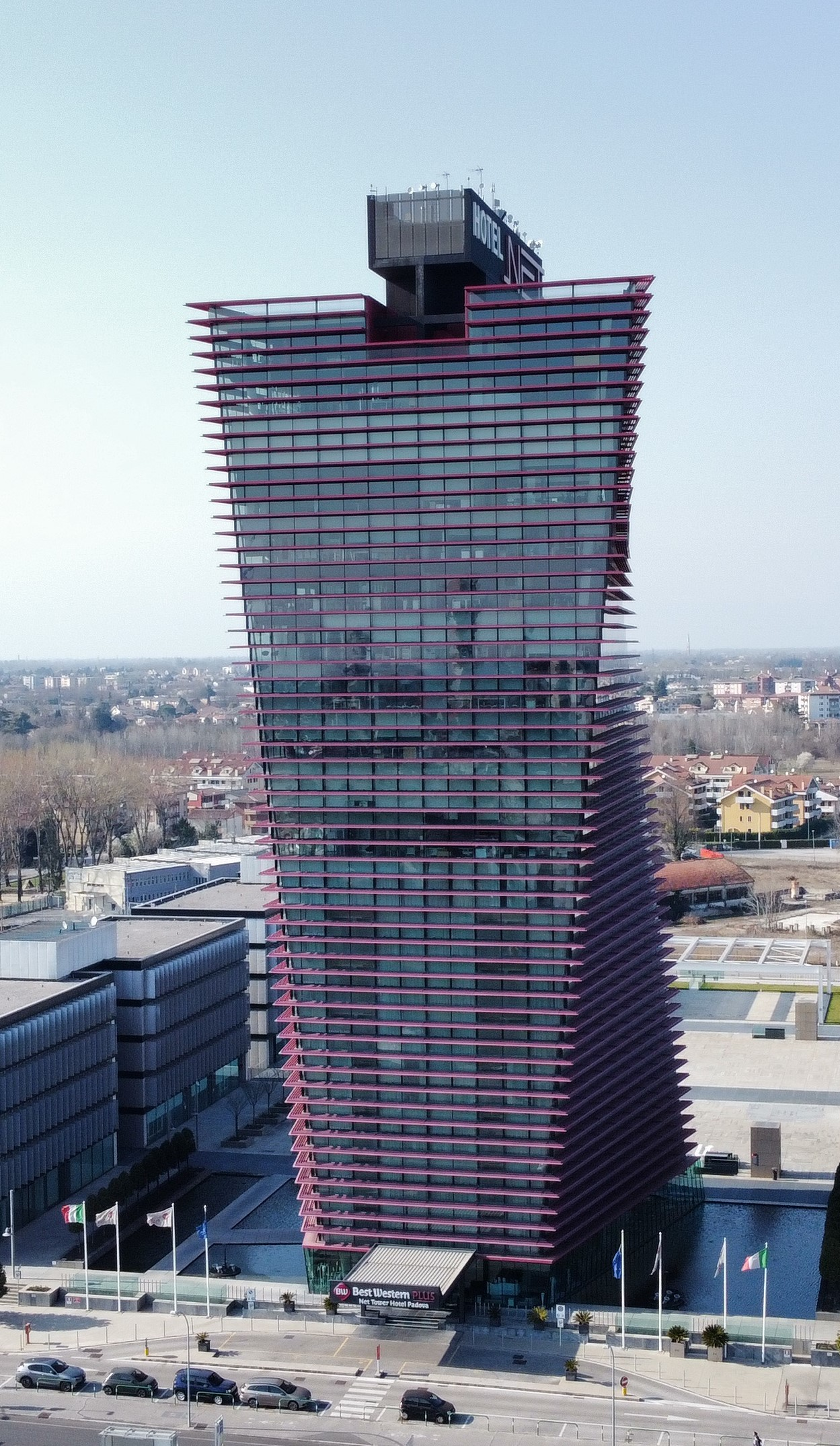
NET Center, Padua (2006)

- Base de données des élites suisses: 81146
- Bibsys: 90542016
- Bibliothèque nationale de France: cb131713488 (data)
- Catàleg d'autoritats de noms i títols de Catalunya: 981058509012006706
- CiNii: DA04061583
- Gemeinsame Normdatei: 11886209X
- International Standard Name Identifier: 0000 0001 0935 0347
- Library of Congress Control Number: n89659725
- Nationale Bibliotheek van Tsjechië: xx0147273
- Nederlandse Thesaurus van Auteursnamen: 08319942X
- Réseau des bibliothèques de Suisse occidentale: 02-A003275569
- Système universitaire de documentation: 069659133
- Union List of Artist Names: 500023610
- Virtual International Authority File: 110813982
- WorldCat: E39PBJxhrjjbmp6YymvF78BwYP